# Методы расширения спектра
Расширение спектра — способ повышения эффективности передачи информации с помощью модулированных сигналов через канал с сильными линейными искажениями (замираниями), приводящий к увеличению базы сигнала.
В существующих на сегодняшний день системах для этой цели используются три метода:
- псевдослучайная перестройка рабочей частоты (ППРЧ, англ. frequency-hopping spread spectrum, FHSS). Суть метода заключается в периодическом скачкообразном изменении несущей частоты по некоторому алгоритму, известному приёмнику и передатчику. Преимущество метода — простота реализации, недостаток — задержка в потоке данных при каждом скачке. Метод используется в Bluetooth. Сходные методы с более редкими изменениями частот (Slow frequency hopping) предлагались для GSM[1][2][3][4];
- расширение спектра методом прямой последовательности (ПРС, англ. direct sequence spread spectrum, DSSS). Метод по эффективности превосходит ППРЧ, но сложнее в реализации. Суть метода заключается в повышении тактовой частоты модуляции, при этом каждому символу передаваемого сообщения ставится в соответствие некоторая достаточно длинная псевдослучайная последовательность (ПСП). Метод используется в таких системах как CDMA и системах стандарта IEEE 802.11 (Wi-Fi);
- расширение спектра методом линейной частотной модуляции (ЛЧМ, англ. chirp spread spectrum, CSS). Суть метода заключается в перестройке несущей частоты по линейному закону. Метод используется в радиолокации, в некоторых радиомодемах[5], а также в технологии LoRa.

В ряде систем для уменьшения мощностей побочного электромагнитного излучения могут применяться сходные технологии — Spread-spectrum clock generation (SSCG) — при которых частота тактового генератора высокочастотных синхронных схем постоянно меняется в пределах порядка 30-250 кГц (например, в SATA, DisplayPort).